# Palais Royale
Palais Royale es un rascacielos situado en Lower Parel, Bombay, en un terreno que era propiedad de Shree Ram Mills Ltd. Es el primer rascacielos superalto de India que logra la certificación LEED Platino por sostenibilidad medioambiental.

## Diseño
El edificio tiene 100 lujosos apartamentos con superficies de 8700 pies cuadrados (810 m²) y 14 000 pies cuadrados (1300 m²). Tendrá instalaciones como cine, spa, campo de cricket, pista de bádminton, campo de fútbol y tres piscinas, con una superficie total de 500 000 pies cuadrados (50 000 m²). Tiene 8 800 000 pies cuadrados (820 000 m²) de espacio residencial total.
El proyecto involucra a más de 30 consultores internacionales. Los arquitectos del edificio son M/s Talati Pantakhy Associates. Tanto el diseño conceptual como el diseño arquitectónico fueron creados basándose en los principios del Vastu Shastra de Dharnidhar Sharma.[cita requerida]
GMD Consultants está realizando el estudio del tráfico y del aparcamiento. HCTS, empresa internacional con sede en Dubái, está realizando el diseño de las cocinas. [cita requerida]